# Whitwell (Rutland)
Whitwell – wieś w Anglii, w hrabstwie Rutland. Leży 7 km na wschód od miasta Oakham i 134 km na północ od Londynu. W 2001 miejscowość liczyła 41 mieszkańców.